# Полімеризація алкінів
До полімеризації алкінів належать такі процеси, як димеризація, циклоолігомеризація і, власне, сама полімеризація.

## Димеризація
Ацетилен у присутності Cu2Cl2 в кислому середовищі утворює вінілацетилен (Дж. Ньюленд, 1931 р.). Як побічний продукт при цьому утворюється реакційноздатний дивінілацетилен (1,5-гексен-3-ін):
НС≡CH + НС≡CH → СН2=СН-С≡СН
СН2=СН-С≡СН + НС≡CH → СН2=СН-С≡С-СН=СН2

## Циклоолігомеризація
Циклоолігомеризація ацетилену з утворенням бензолу вперше здійснена Марселеном Бертло у 1866 р. при довготривалому нагріванні (500 °C) ацетилену у порцеляновій посудині. Пізніше Миколе Зелінський вдосконалив даний метод (при температурі 450 °C і за наявності активованого вугілля):
Наведена реакція свідчить про генетичний зв'язок між аліфатичними й ароматичними сполуками.
При застосуванні каталізатора Ni(CN)2 Вальтер Реппе у 1949 р. отримав 1,3,5,7-циклооктатетраєн з виходом до 70 %, а застосовуючи дикарбонілди(трифенілфосфін)нікель, — бензол (до 90 %) і стирол (до 10 %):

## Полімеризація
Реакція полімеризації ацетилену відбувається в присутності радикальних ініціаторів або металорганічних каталізаторів. Отримані спряжені полієни застосовуються як органічні напівпровідники. Макромолекула полієну складається практично тільки з вуглецевих атомів, сполучених між собою спряженими подвійними зв'язками:
nHC≡CH → (-CH=CH-)n
У присутності солей міді(І) та окисника ацетилен полімеризується з утворенням поліацетилену — карбіну.
nHC≡CH → (-НС≡CH-)n або (=CH=CH=)n